# Azuré de la badasse
Glaucopsyche melanops
Espèce
L’Azuré de la badasse  (Glaucopsyche melanops) est un insecte lépidoptère de la famille des Lycaenidae, de la sous-famille des Polyommatinae, du genre Glaucopsyche.

## Dénominations
Glaucopsyche melanops  (Jean-Baptiste Alphonse Dechauffour de Boisduval, 1828)
Synonyme : Polyommatus melanops (Boisduval, 1829).

### Noms vernaculaires
L’Azuré  de la badasse se nomme en anglais Black-eyed Blue, en néerlandais Spaans bloemenblauwtje et en espagnol Escamas azules.

### Sous-espèces
- Glaucopsyche melanops algirica (Heyne, 1895) en Afrique du Nord et dans le sud de l'Espagne.
- Glaucopsyche melanops alluaudi (Oberthür, 1922) au Maroc[1].
- Glaucopsyche paphos (Chapman, 1920) présent à Chypre pourrait être Glaucopsyche melanops paphos une sous-espère de Glaucopsyche melanops[2].

## Description
C'est un petit papillon qui présente un dimorphisme sexuel, le dessus du mâle est bleu, celui de la femelle est marron avec une suffusion de bleu assez étendue.
Le revers est beige suffusé de bleu et orné d'une ligne de gros points noirs cernés de blancs sur l'aile antérieure, et d'une ligne de petits points noirs cernés de blancs sur l'aile postérieure.

### Espèce proche
L'Azuré des cytises dans leur aire de répartition commune en Afrique du Nord, Espagne et Sud de la France.

## Biologie

### Période de vol et hivernation
Il vole en une génération, d'avril à mai.
Les chenilles sont soignées par les fourmis Camponotus cruentatus, Camponotus foreli, Camponotus micans et Camponotus sylvaticus.
L'hivernation a lieu au stade nymphal.

### Plantes hôtes
Ses plantes hôtes sont diverses Dorycnium, Genista, Anthyllis cytisoides, etc.

## Écologie et distribution
Il est présent en Afrique du Nord, Maroc, Algérie et Tunisie, dans le nord du Portugal, l'Espagne et le sud méditerranéen de la France,.
En France métropolitaine, l’Azuré des cytises n'est plus présent dans sept départements Drôme, Bouches-du-Rhône, Hautes-Alpes, Alpes-de-Haute-Provence, Var et Haute-Corse,.

### Biotope
Son habitat est constitué de landes jusqu'à 800 mètres.

### Protection
Il n'a pas de statut de protection particulier.